# Kléber Ramos
Kléber Ramos (João Pessoa, Paraíba, 24 de agosto de 1985) es un ciclista brasileño. 
El 13 de agosto de 2016 se informó que dio positivo por CERA en un control anterior a los Juegos Olímpicos de Río de Janeiro, enfrentándose a una prohibición de cuatro años si se confirma su positivo. El ciclista aceptó una suspensión provisional de forma voluntaria y no solicitó una audiencia. En enero de 2018 se confirmó su sanción por cuatro años.

## Palmarés
2005
- 1 etapa de la Vuelta de Porto Alegre

2007
- 1 etapa de la Vuelta del Estado de San Pablo
- 1 etapa de la Vuelta de Paraná
- 3.º en el Campeonato de Brasil en Ruta

2009
- 1 etapa de la Vuelta del Uruguay
- 1 etapa del Tour de Santa Catarina

2012
- 1 etapa de Rutas de América
- Tour de Río, más 1 etapa
- 1 etapa del Giro del Interior de San Pablo

2015
- 1 etapa del Tour de San Luis
- 1 etapa del Tour de Río

2016
- 2.º en el Campeonato de Brasil en Ruta

2021
- Campeonato de Brasil en Ruta

2023
- 3.º en el Campeonato de Brasil en Ruta